# Monts John Crow
Les monts John Crow sont une chaîne de montagnes en Jamaïque. Ils s'étendent parallèlement à la côte nord-est de l'île, délimités à l'ouest par les rives du Rio Grande (en), et rejoignant l'extrémité orientale des Blue Mountains au sud-est. Le point culminant de la chaîne s'élève à un peu plus de 1 140 m d'altitude. Les monts John Crow font partie avec les Blue Mountains d'un ensemble montagneux protégé au Patrimoine mondial de l'UNESCO.

## Toponymie
Le nom John Crow est enregistré pour la première fois dans les années 1820 et vient du nom jamaïcain de l'Urubu à tête rouge. Il est suggéré qu'avant cela, la chaîne est connue sous le nom de Carrion Crow Ridge, d'après un nom antérieur pour le vautour. En 1885, l'inspecteur Herbert T. Thomas de la police locale entreprend une tentative pour atteindre le plus haut sommet de la chaîne et, en 1890, il réussit, publiant un récit dans son livre Untrodden Jamaica. Il demande au gouverneur de l'époque, Henry Blake, de consentir à ce qu'elles soient rebaptisées montagnes Blake, mais admet dans son livre que le changement a rencontré une opposition. Le nouveau nom n'est pas resté et ils restent les monts John Crow.

## Faune et flore

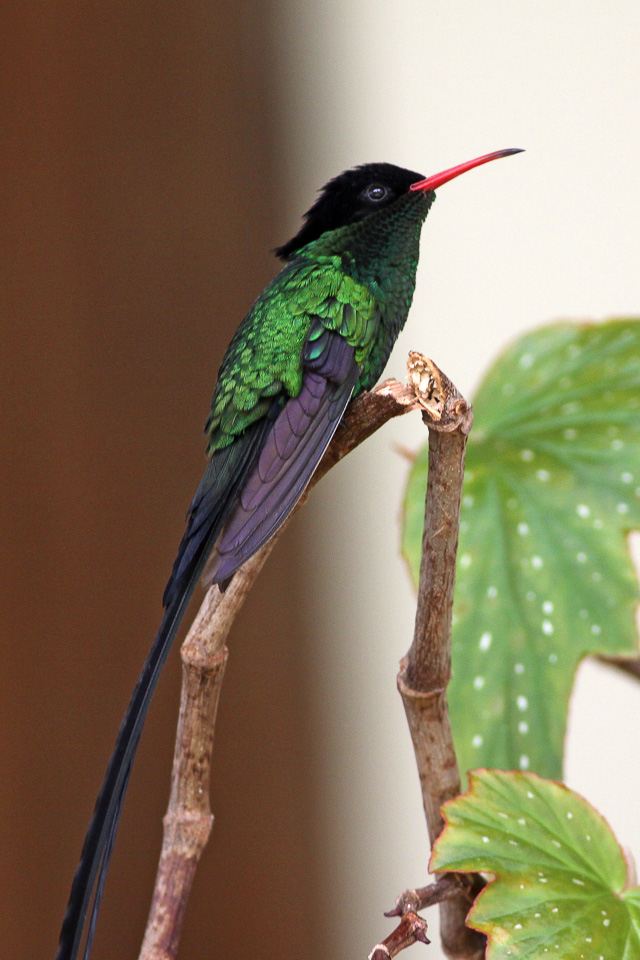
Trochilus polytmus aussi appelé Colibri à tête noire.

Les monts John Crow abritent également le Papilio homerus, une espèce en voie de disparition, le plus grand papillon des Amériques. Les populations les mieux étudiées et les mieux comprises de cette espèce en déclin se trouvent à la jonction des monts John Crow et des Blue Mountains. Les monts sont réputés être un vivier important de la biodiversité des Caraïbes avec un endémisme élevé pour les plantes.
Ces montagnes sont cruciales pour la conservation de la faune, hébergeant des espèces menacées telles que des grenouilles et des oiseaux. Cependant, elles sont confrontées à des menaces telles que les espèces exotiques envahissantes, l'empiètement, l'exploitation minière, les incendies et les changements climatiques, nécessitant une gestion efficace et une protection renforcée. Bien qu'elles soient protégées par le parc national des Montagnes Bleues et monts John Crow, une meilleure coordination inter-organisationnelle et une participation communautaire sont nécessaires pour préserver leur intégrité.

## Histoire
En 1920, l'explorateur Scoresby Routledge affirme être la première personne à avoir traversé les montagnes John Crow, ce qui conduit à un échange de lettres dans le Times concernant la revendication antérieure de l'inspecteur Thomas. La question est réglée par l'arpenteur jamaïcain, qui décide que bien que Thomas soit le premier à escalader le plus haut sommet et à longer la crête dans une direction nord-sud, William Scoresby Routledge traverse la vallée et franchit la chaîne : et c'est ainsi qu'il est le premier à les traverser d'ouest en est. 

## Patrimoine mondial
Depuis 2015, les monts John Crow font partie avec les Blue Mountains d'un ensemble montagneux protégé au Patrimoine mondial de l'UNESCO. Ces montagnes couvrent environ 20 % de l'île. Ce territoire comprend une vaste région montagneuse et très boisée qui offre un refuge historique aux Marrons de Jamaïque, aux Taïnos puis aux Africains réduit en esclavage. Ils résistent au système colonial dans cette région grâce à un réseau de pistes entre les différents repaires.
Ces habitants de fortune développent une relation spirituelle importante avec ces montagnes et y mettent en place divers moyens d'expression culturelle immatérielle (rites religieux, danses, médecine traditionnelle, etc.).